# Трговина људима у Мексику
Мексико је велики извор, транзит и одредишна земља за жртве трговине људима.
Статистике владе и невладиних организација показују да обим присилног рада надмашује ону принудну проституцију у Мексику. Групе које се сматрају најугроженијим у погледу трговине људима у Мексику укључују жене, децу, староседеоце и мигранте без докумената. Мексичке жене, девојке и дечаци су подвргнути сексуалном ропству у Сједињеним Америчким Државама и Мексику, намамљени лажним понудама за посао из сиромашних руралних региона у урбана, погранична и туристичка подручја. Мексичке жртве трговине људима су такође биле подвргнуте условима принудног рада у кућном ропству, уличном просјачењу и изградњи у Сједињеним Америчким Државама и Мексику. Канцеларија Стејт департмента за праћење и борбу против трговине људима ставила је земљу у „Ниво 2“ 2017. године.

## Врсте
Трговина људима у Мексику има много облика, укључујући трговину сексуалним услугама и трговину радном снагом. Често су мигранти који се добровољно кријумчаре заробљени у једној или више ових врста трговине.

### Трговина сексом
Док је сексуални рад углавном илегалан у Мексику, већина градова има Zonas de Tolerancia (зоне толеранције), области у којима је проституција дозвољена. Ово је учинило Мексико дестинацијом за сексуални туризам и једним од највећих светских центара за сексуалну трговину. Мексико је највећа дестинација за секс туризам из Сједињених Држава. Профитабилност сексуалног рада у Мексику довела је до присилне експлоатације многих девојака као сексуалних радница. Мексико се налази у нивоу 2 извештаја Стејт департмента о трговини људима из 2017. године, што је ознака која је дата земљама које не испуњавају минималне стандарде Закона о поновном одобрењу заштите жртава трговине људима из 2003. године, али које још увек улажу напоре да се придржава ових смерница, великим делом због своје индустрије трговине децом у циљу процвата; процењује се да је 16.000 до 20.000 мексичке и централноамеричке деце жртве трговине људима у земљи. Мексико је оцењен као друга најгора земља по питању дечије проституције у свету од 2010. године. Неефикасност владе и раширена корупција нарушили су поверење у мексичку владу, што је очигледно у опадању стопе пријављивања криминала у пограничним регионима Мексика.

### Трговина радном снагом
Мексико је такође домаћин великом броју људи којима се тргује у сврху рада, иако поуздани статистички подаци о њиховом броју не постоје. Жртве су често мигранти који добровољно ангажују кријумчаре, а затим су приморани да раде против своје воље. Поред тога, многи од ових аранжмана се одвијају у Сједињеним Државама, а не у самом Мексику и стога нису нужно укључени у мексичку статистику трговине људима. Упркос томе, зна се да се знатне количине трговане радне снаге, посебно у облику кућног ропства, запошљавају у самом Мексику.

## Преваленција
Мексико је један од глобалних центара трговине дечјом проституцијом и изворна и транзитна земља за велики број миграната који се крећу ка северу из Централне Америке. Процењује се да у Мексику има 16.000 до 20.000 мексичке и централноамеричке деце којима се тргује ради секса. Међутим, подаци о броју жртава трговине људима нису доступни. Поред тога, познато је да број људи који се кријумчаре у Сједињене Државе из Мексика увелико варира, као и процене колико жртава трговине људима чини такве прелазе.
Велика већина страних жртава на присилном раду и сексуалном ропству у Мексику је из Централне Америке, посебно Гватемале, Хондураса и Салвадора. Многи пролазе кроз Мексико на путу ка Сједињеним Државама и, у мањој мери, Канади и западној Европи. Међутим, жртве трговине људима из Јужне Америке, Кариба, источне Европе, Азије и Африке такође се налазе у Мексику, а неке пролазе кроз земљу на путу ка Сједињеним Државама. Малолетници из Централне Америке без пратње, који путују кроз Мексико да би упознали чланове породице у Сједињеним Државама, постају жртве трговаца људима, посебно у близини границе са Гватемалом. Мексички мушкарци и дечаци из јужног Мексика налазе се у условима принудног рада у северном Мексику, а Централноамериканци, посебно Гватемалци, подвргнути су принудном раду у јужном Мексику, посебно у пољопривреди. Дечји сексуални туризам наставља да расте у Мексику, посебно у туристичким областима као што су Акапулко и Канкун, и пограничним градовима на северу као што су Тихуана и Сијудад Хуарез.
Између 2000. и 2002. године, отприлике 135.000 деце у Мексику је киднаповано, вероватно због експлоатације у проституцији, порнографији или илегалној трговини усвајањем. Процењује се да је око 16.000 деце која се баве проституцијом у Мексику од 2004. године.

## Структурни узроци

### Сиромаштво
Мексико карактерише упорна и екстремна неједнакост прихода и висока стопа сиромаштва. Ове неједнакости, а посебно сиромаштво, могу повећати трговину људима на неколико начина. Сиромаштво често тера породице да доносе одлуке из очаја и недостатка образовања. На пример, у случају Мексика родитељи су посебно склони да напусте своје породице да би отишли да раде у Сједињеним Државама и могли би постати жртве трговаца људима. Штавише, многе жртве трговине људима, посебно у случају сексуалне трговине, не говоре течно језик земље одредишта и ограничене су у могућности да побегну из своје ситуације. Поред тога, жртве често прихватају своје ставове јер осећају да је то једини начин на који могу да пошаљу неке дознаке својој породици и да њихова садашња ситуација у неким случајевима може бити и даље боља од првобитног осиромашеног и очајног стања. На овај начин, сиромаштво може истовремено да подстакне трговину људима и да спречи њене жртве да побегну након што су жртве трговине људима.

### Глобализација
Стопа трговине људима је директно порасла у корелацији са глобализацијом. Глобализација је повећала прекограничну трговину и потражњу за јефтином радном снагом; међутим, миграционе политике САД и других земаља нису се промениле са нивоом потражње за јефтином радном снагом, што је приморало људе да илегално емигрирају. Илегална имиграција онда ствара идеалне услове за организоване криминалне операције које стварају кругове трговине људима. Са повећаном трговином иностраном робом у рурална подручја, увозна конкуренција на руралним тржиштима је такође приморала људе у сиромашним областима да мигрирају у индустријализоване економије ради бољег живота. Њихов очајнички положај често их чини предметима експлоатације и трговине људима у различите облике принудног рада да би се подржала та економија. Најзад, технолошки напредак који иде руку под руку са глобализацијом олакшао је са којом кругови организованог криминала могу да спроводе операције трговине људима.

### Сексуални напад
Током грађанских ратова у Централној Америци током 1980-их, вршени су широко распрострањени сексуални напади на домородачке жене, што је умногоме допринело стварању мексичке индустрије сексуалне трговине. И полиција и војска силовали су и напали неколико хиљада сиромашних, углавном сеоских жена током грађанских ратова у Ел Салвадору и Никарагви. Многе од ових жена су биле осрамоћене од стране својих заједница и породица и одлучиле су да емигрирају у Мексико, што је довело до бума трговине сексуалним услугама. Од 2014. овај образац маргинализације кроз сексуални напад је и даље био широко распрострањен.
Ефекат сукоба и напада који је уследио на развој трговине сексом је домаћи за Мексико, али и страни. Унутрашњи сукоб између организованог криминала и полицијских снага и војске је историјски довео до необично високог нивоа нестабилности у неким областима Мексика, посебно у случају сукоба у Чијапасу. Слично грађанским ратовима у Централној Америци, сексуално насиље које је пратило овај сукоб натерало је многе избегаване жене да се окрену сексуалним пословима и помогло да се покрене трговина сексом у тим регионима Мексика.

## Закони и политике против трговине људима
Мексико је ратификовао Конвенцију Уједињених нација против транснационалног организованог криминала (или Палермску конвенцију) 11. априла 2003. године. Конвенција укључује „Протокол против кријумчарења миграната копном, морем и ваздухом“ и „Протокол за сузбијање, спречавање и кажњавање трговине људима, посебно женама и децом“. Конгрес Мексика је 2007. године усвојио закон о трговини људима након чега су Федерални округ и све државе саме донеле мере против трговине људима. У покушају да усклади различите кривичне законе на тему трговине људима, влада је 2012. године донела нови закон против трговине људима који је криминализовао све учеснике у делу трговине људима (укључујући потрошаче) и унифицирао локалне законе. Закон је додатно реформисан 2014. године. Да би одговорила на потражњу за принудним радом, секретар за рад и социјално старање је 2010. године развио низ радионица и обука за спречавање дечијег рада и трговине људима ради принудног рада. Укључује медијске материјале који објашњавају како агенти за регрутовање радне снаге могу да преваре појединце да их регрутују за принудни рад. Међутим, док мексички званичници препознају трговину људима као озбиљан проблем, невладине организације и представници владе наводе да неки локални званичници толеришу и понекад су саучесници у трговини људима, ометајући примену закона о борби против трговине људима. Мексико је јавно подржао кампању Плавог срца против трговине људима Канцеларије Уједињених нација за дрогу и криминал, поставши прва земља у Латинској Америци која је то учинила.

## Трговина преко границе са Сједињеним Америчким Државама
Трећина људи којима се годишње тргује у Сједињене Државе су из Латинске Америке, а велика већина ових људи улази у САД преко границе између Мексика и Сједињених Држава. Ова изузетно порозна граница је историјски била место једне од најдужих миграција радне снаге у свету и највећа је транзитна локација у Северној Америци за малу децу експлоатисану у раду и сексуалну трговину од 2011. године. Тексас је посебно важно транзитно место за трговину људима у земљи; око двадесет процената домаћих жртава трговине људима прође кроз државу у неком тренутку на свом путу.
„Којот“ је колоквијални израз који се користи за кријумчарење миграната дуж границе између Мексика и Сједињених Држава. У прошлости, однос којот-мигрант је окончан када је кријумчар испоручио мигранта у САД. Међутим, постало је све уобичајеније да којоти приморавају мигранте на експлоататорске радне аранжмане када стигну на своје одредиште у САД (често другачије од оног на које су плаћали да буду прокријумчарени). Ови уговори о раду често укључују принудни пољопривредни рад и/или сексуални рад, услове на које мигранти никада не би пристали да су раније знали за њих. Којоти користе неплаћени дуг као претњу да приморају мигранте на такве аранжмане. Све већи трошкови кријумчарења, као резултат повећане граничне безбедности и спровођења закона, учинили су да мигранти постану много дужни кријумчарима. Поред тога, проширење улоге којота да укључи транспорт миграната до коначног одредишта унутар САД, уместо да их једноставно превезе преко границе, изазива додатне трошкове које мигрант мора да плати, и тако повећава вероватноћу да ће они бити експлоатисани и трговани од стране којоти као принудни радници или сексуални радници.
Кријумчари се понекад претварају да нуде смањене накнаде женама и деци мигрантима, а затим их сексуално злостављају или силују као облик замене „плаћања“. Трговци људима који се маскирају у којоте често користе лажна обећања о гарантованим пословима да намаме мигранте, а понекад ће киднаповати жене и децу на путу, било за откуп од њихових породица или да би их продали у САД у ропство или проституцију. Многа деца без пратње такође прелазе из Мексика у САД. Малолетнике без пратње трговци понекад продају у проституцију, а њихове породице се лажно наводе да верују да су умрле током транзита.
У Сједињеним Америчким Државама, Закон о заштити жртава трговине људима и насиља из 2000. године служи као правни оквир у оквиру којег се суди многим починиоцима трговине људима, али жртве трговине људима се генерално кажњавају једнако као и починиоци ако их пресретну током процеса уласка у земљу.